# Vico Scassacocchi
Il vico Scassacocchi è un vicolo del centro storico di Napoli (tra via dei Tribunali e Spaccanapoli). Varie ipotesi sono state avanzate sull'origine del nome, potrebbe trattarsi del nome di una congrega oppure del nome di una famiglia. Altra ipotesi vuole che il vicolo si chiami così per via della sua ristrettezza che avrebbe causato in passato la rottura delle ruote di carri e carrozze (da cui scassacocchi).
La sua notorietà è dovuta al fatto che viene citato in diverse opere teatrali e cinematografiche.

## Teatro e cinema
Nel film Napoli milionaria di Eduardo De Filippo, il personaggio di Pasqualino Miele (interpretato da Totò) abita al Vico Scassacocchi 17, quinto piano.
Viene citato anche nella commedia atto unico di Eduardo De Filippo Quei figuri di trent'anni fa:
(Il personaggio di Donna Assunta in Quei figuri di tanti anni fa, 1978)
Il vicolo funge anche da ambientazione per una famosa parodia della sceneggiata del gruppo cabarettistico de "La Smorfia" con Massimo Troisi, Lello Arena ed Enzo Decaro, che venne trasmessa in TV per la prima volta nella trasmissione RAI Non stop nel 1980.
(Da “Sceneggiata”, 1980, del gruppo folcloristico La Smorfia)
Nel 2023, il vicolo ha fatto da cornice al film Napoli milionaria!, tratto dall'omonima opera di Eduardo De Filippo e andato in onda su Rai 1 il 18 dicembre dello stesso anno.